# فدراسیون کشتی آمریکا
فدراسیون کشتی آمریکا (انگلیسی: USA Wrestling)
یک سازمان است که به کشتی آزاد و کشتی فرنگی در ایالات متحده نظارت می‌کند.